# Јери Мина
Јери Фернандо Мина Гонзалез (шп. Yerry Fernando Mina González; 23. септембар 1994) колумбијски је фудбалер који тренутно наступа за Евертон. Такође игра и за фудбалску репрезентацију Колумбије.

## Каријера
Дебитовао је 2013. године за клуб Депортиво Пасто, те године је играо на 14 првенствених утакмица. Његове игре за овај тим привукле су пажњу представника клуба Санта Фе, те су га ангажовали 2014. године. Играо је за екипу из Боготе у наредне две сезоне и већину времена је био стандардни првотимац.
За бразилски Палмеирас је играо од 2016. У екипи из Сао Паула је одиграо 28 утакмица у националном првенству и постигао 6 голова. Почетком 2018. је наступао за Барселону, а исте године је прешао у Евертон.

## Репрезентација
Године 2016. позван је у репрезентацију Колумбије. На Светском првенству 2018. године, постигао је гол у другом колу против Пољске, Колумбија је победила на тој утакмици са 3:0.

### Голови за репрезентацију
| Бр. | Датум             | Место     | Противник | Гол | Резултат | Такмичење                                |
| --- | ----------------- | --------- | --------- | --- | -------- | ---------------------------------------- |
| 1.  | 11. октобар 2016. | Баранкиља | Уругвај   | 2:2 | 2:2      | Квалификације за Светско првенство 2018. |
| 2.  | 13. јун 2017.     | Хетафе    | Камерун   | 2:0 | 4:0      | Пријатељска                              |
| 3.  | 13. јун 2017.     | Хетафе    | Камерун   | 3:0 | 4:0      | Пријатељска                              |
| 4.  | 24. јун 2018.     | Казањ     | Пољска    | 1:0 | 3:0      | Светско првенство 2018.                  |
| 5.  | 28. јун 2018.     | Самара    | Сенегал   | 1:0 | 1:0      | Светско првенство 2018.                  |
| 6.  | 3. јул 2018.      | Москва    | Енглеска  | 1:1 | 1:1      | Светско првенство 2018.                  |